# ジャン＝ジョルジュ・ヴィベール
ジャン＝ジョルジュ・ヴィベール（Jean-Georges Vibert、Jehan Georges Vibertとも、1840年9月30日 - 1902年7月28日）は、フランスの画家、劇作家である。 

## 略歴
パリで生まれた。父親のテオドール・ヴィベール(Théodore Vibert)は版画家で美術出版の会社を経営していた。父方の祖父は有名なバラの育種家のジャン＝ピエール・ヴィベール(Jean-Pierre Vibert: 1777-1866)で、母方の祖父は版画家のジャン・ピエール・マリー・ジョゼ(Jean Pierre Marie Jazet: 1788-1871)であった。母方の祖父から絵を学んだが、祖父や父親のように版画家にはならずに画家のフェリックス＝ジョゼフ・バリアス(1822-1907)の工房で学び、1857年にパリ国立高等美術学校に入学し、6年間、フランソワ＝エドゥアール・ピコに学んだ。
パリのサロンに1863年から出展を始め、1864年にメダルを受賞した。その後も1867年と1868年にメダルを受賞した。1864年に最初の結婚をするが1886年に離婚した。
1870年の普仏戦争ではセーヌ狙撃兵連隊(Tirailleurs de la Seine)で戦い、マルメゾンの戦いで負傷するが軍功により、レジオンドヌール勲章（シュバリエ）を受勲した。（1882年に、オフィシエを受章する。）
1878年のパリ万国博覧会では3等のメダルを受賞した。1886年に開かれた無彩色の作品の国際展覧会(Exposition internationale de blanc et noir)ではギュスターヴ・ブーランジェやエミール・レヴィとともに審査員を務めた。1899年までパリのサロンに出展を続けた。
1870年代には、いくつかのコメディも書き、劇作家としても成功した。1887年にMademoiselle Lloydの芸名で知られる女優と結婚し、1897年にその妻が亡くなった後、3度目の結婚をした。
1902年でパリで亡くなった。
風刺的に聖職者などを描いた作品などの風俗画をアカデミック美術のスタイルで描いた。弟子にはフェルディナン・ロワベがいた。

## 作品

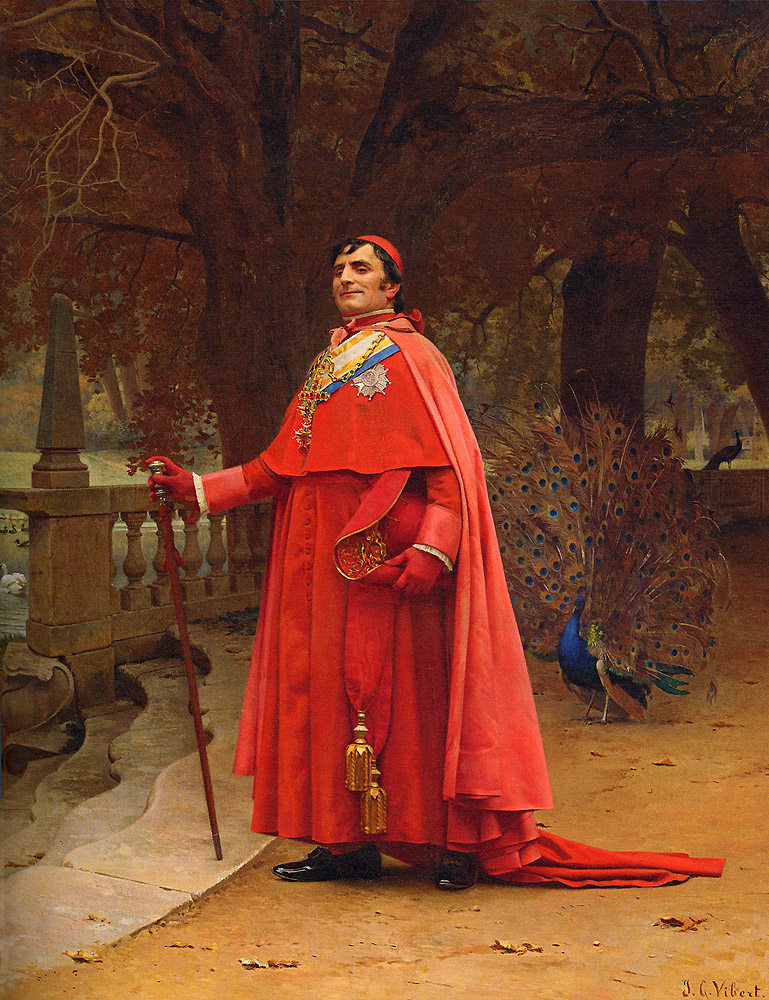
孔雀の羽繕い
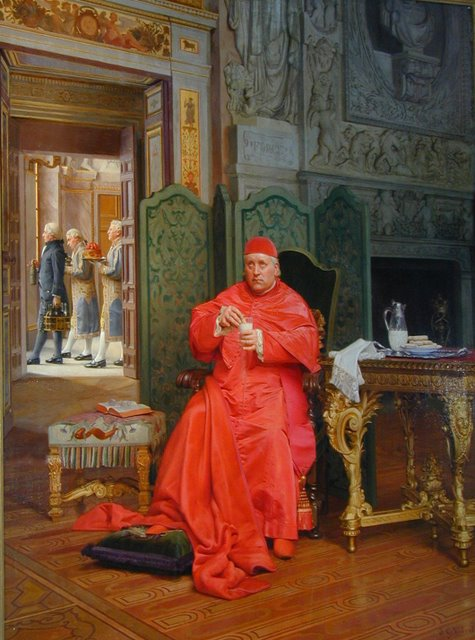
食事
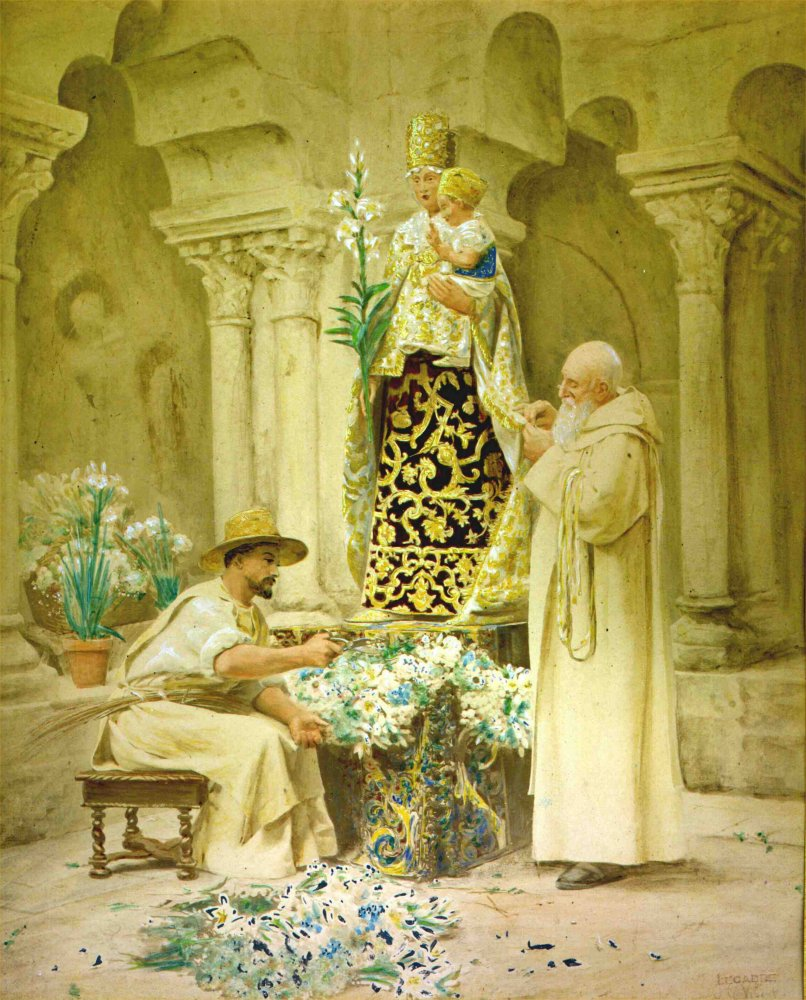
聖体行列の準備
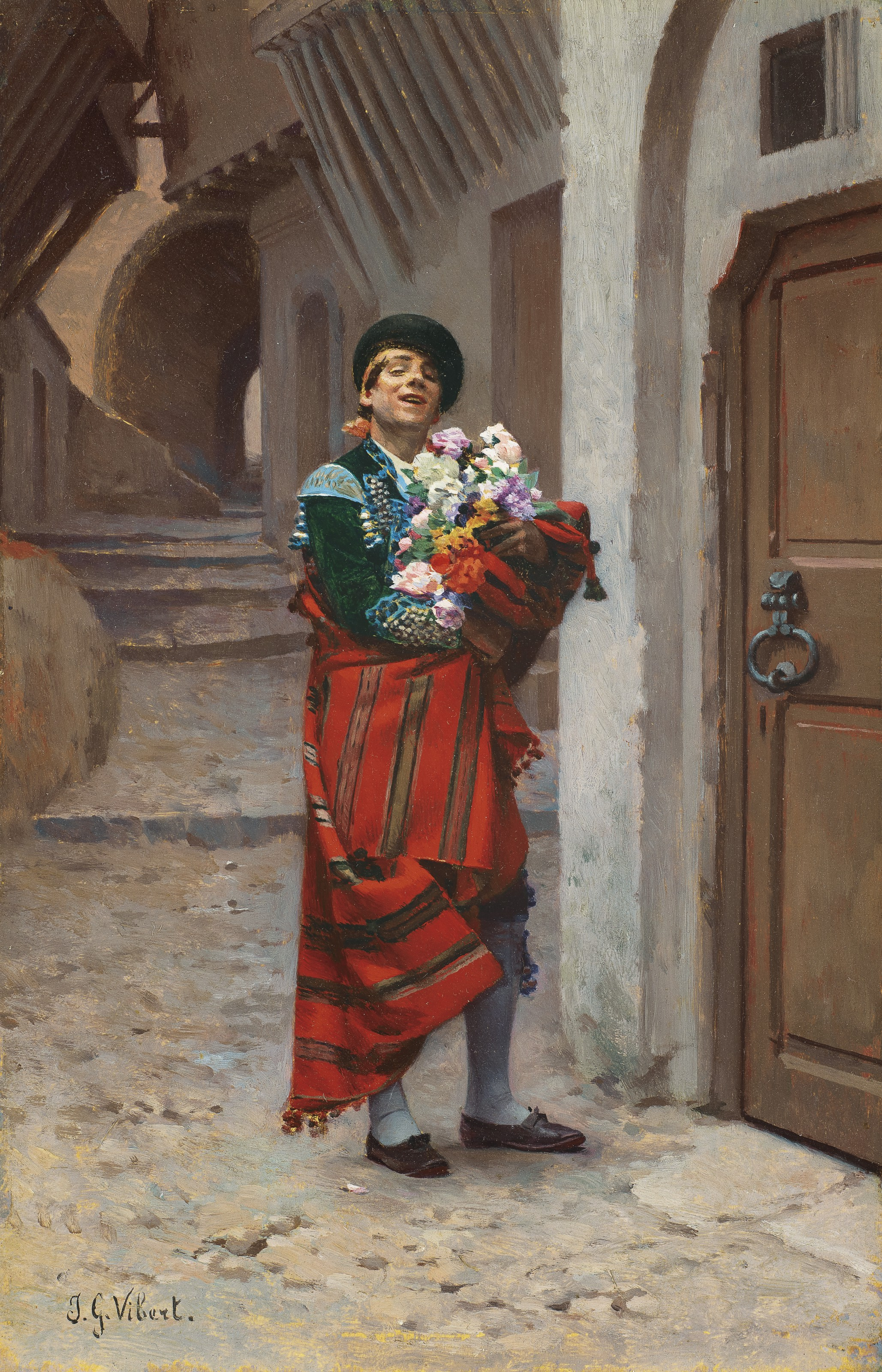
花を持つ闘牛士

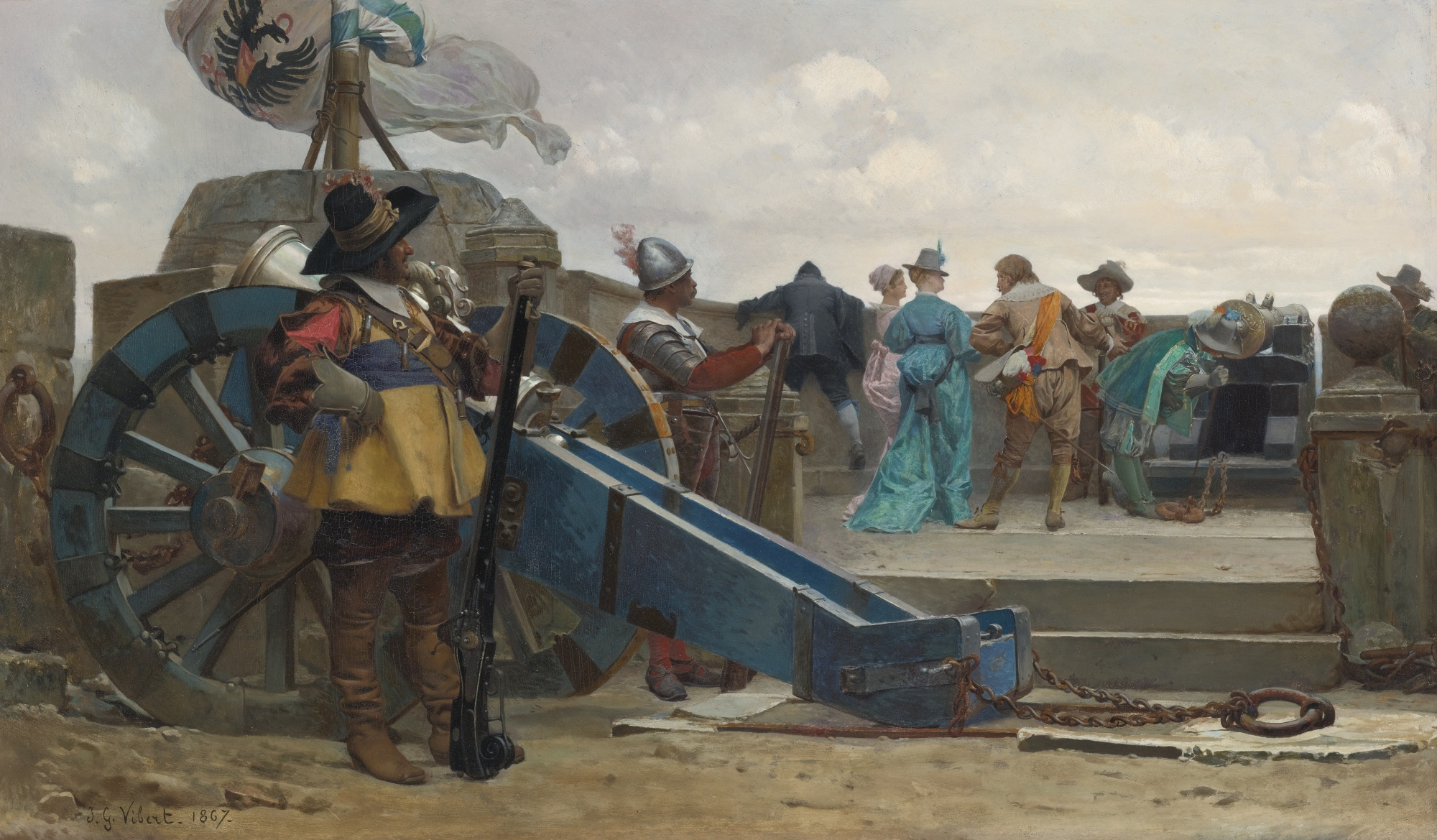
城壁の上で (1867)
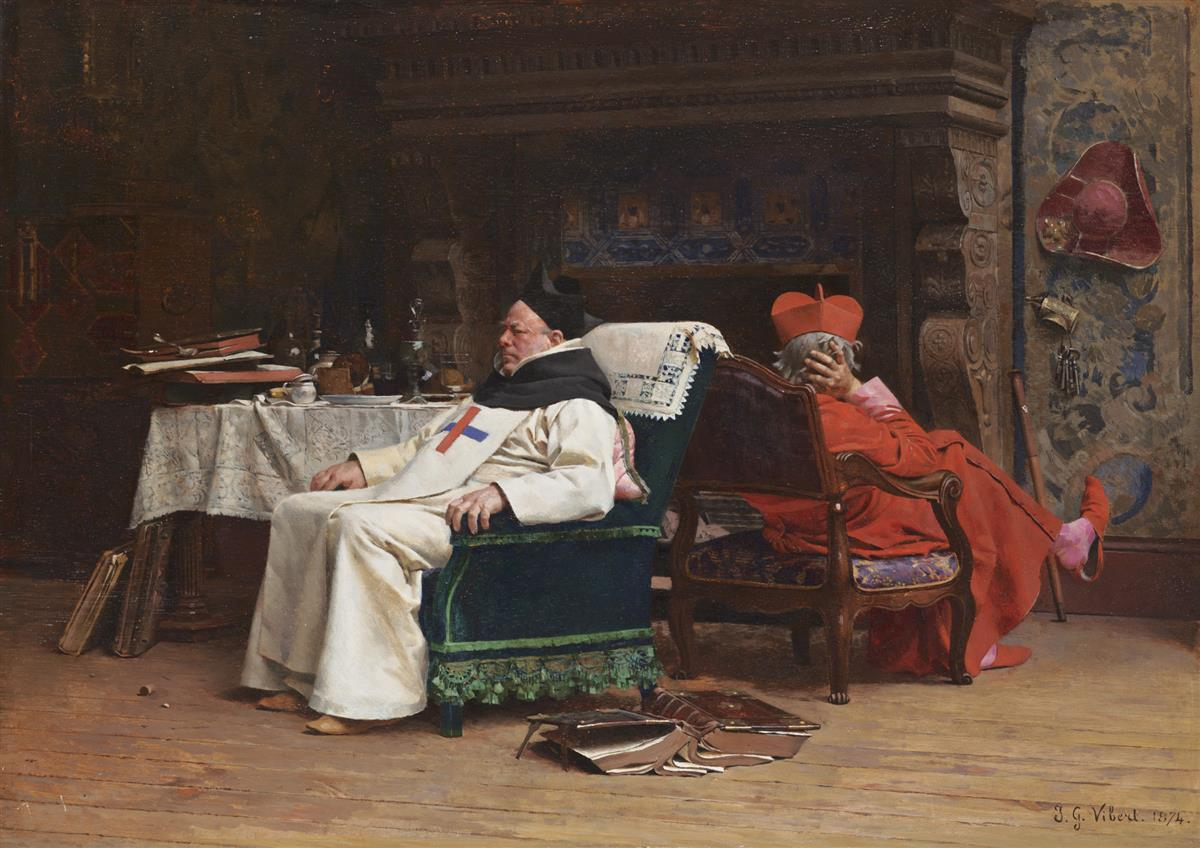
教派対立 (1874)
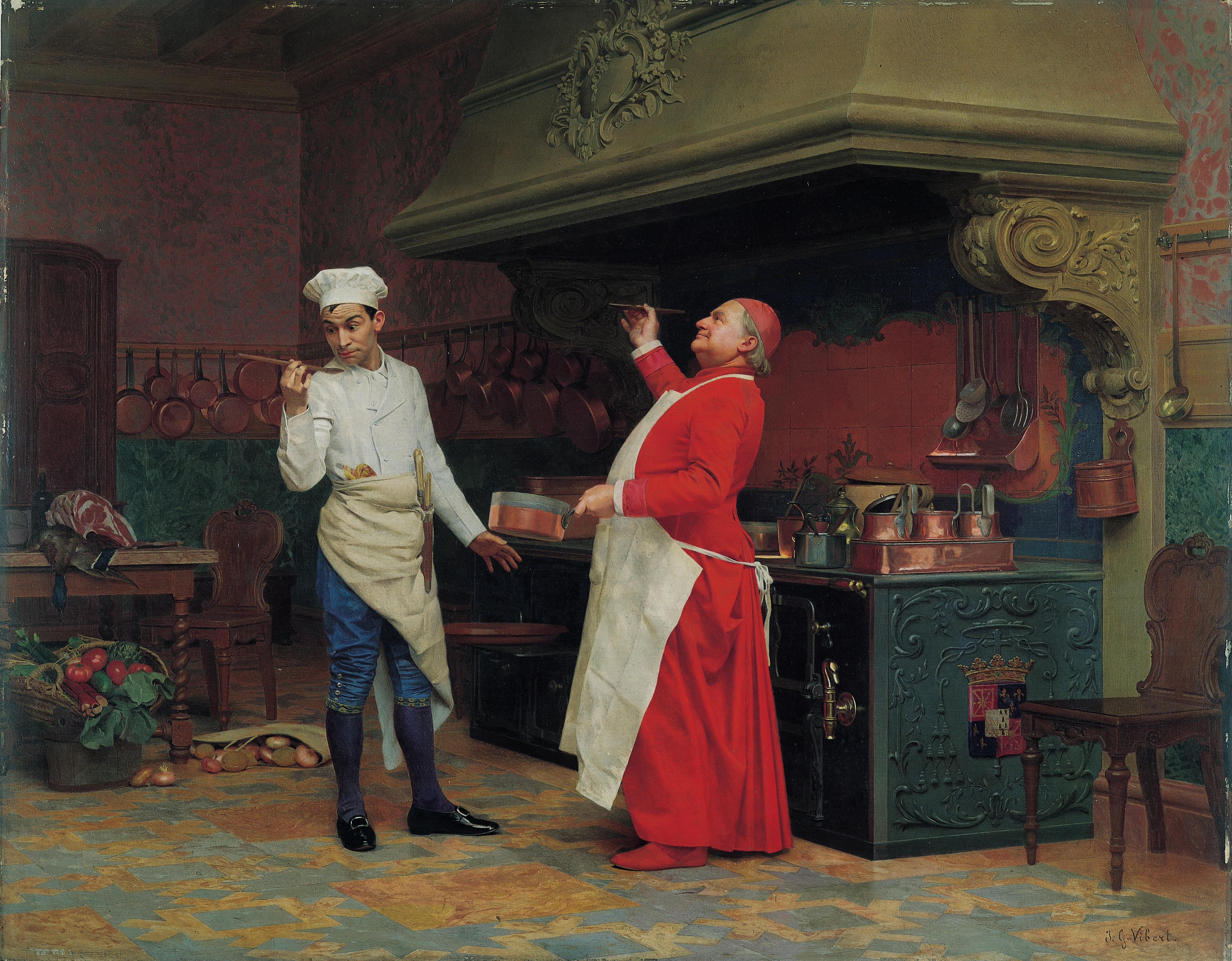
素晴らしいソース(c.1890) オルブライト＝ノックス美術館